# Szkoła podstawowa nr 11 im. Kornela Makuszyńskiego w Białymstoku
Szkoła Podstawowa nr 11 im. Kornela Makuszyńskiego w Białymstoku – szkoła o charakterze podstawowym w Białymstoku.
Jedna z najstarszych placówek oświatowych w Białymstoku. Jej absolwentem jest Ryszard Kaczorowski, w latach 1989–1990 Prezydent Rzeczypospolitej Polskiej na Uchodźstwie.

## Historia
Pierwsza Powszechna Szkoła Podstawowa Nr 11 powstała we wrześniu 1919 r. Jej siedzibą był budynek przy ul. Mazowieckiej 35. Pierwszym kierownikiem szkoły był pan Marceli Kołakowski.
Po wielu przemianach, w roku szkolnym 1928/1929 została utworzona pełna siedmioklasowa placówka. Uczęszczało do niej 299 uczniów.
Od 1941 do 1944 roku szkoła nie istniała. W roku szkolnym 1944/1945 Szkoła Podstawowa Nr 11 ponownie przyjęła uczniów w swoje mury. W latach 1972–1974 uczyły się w niej dzieci o specjalnych potrzebach edukacyjnych.
Po sześcioletniej przerwie – 1 września 1983 r. – Szkoła Podstawowa Nr 11 wznowiła swoją działalność w nowym budynku przy ul. Poleskiej 27. Dyrektorem została pani Barbara Ogijewicz. Naukę rozpoczęło 896 uczniów w 30 oddziałach pod opieką 54 nauczycieli.
W 1991 r. funkcję Dyrektora objęła pani Janina Zabielska. W 27 oddziałach uczyło się około 750 uczniów, kadra pedagogiczna liczyła 46 nauczycieli.
18 maja 1996 r. nadano SP 11 imię Kornela Makuszyńskiego.

## Absolwenci
Do absolwentów szkoły należy Prezydent Rzeczypospolitej Polskiej na Uchodźstwie w latach 1989–1990, Ryszard Kaczorowski, który rozpoczął w niej naukę w latach 1928/1929.